# خاروغ
خاروغ هي عاصمة مقاطعة بدخشان الجبلية ذاتية الحكم في طاجيكستان.يقدر عدد سكانها بحوالي 30،500 نسمة.تقع على أرتقاع 2،200 فوق سطح البحر في جبال بامير.